# 9 мёртвых геев
«9 мёртвых геев» (англ. 9 Dead Gay Guys) — британская комедия 2002 года, история двух молодых ирландцев, пытающихся найти заработок на задворках британской столицы.

## Сюжет

Главные герои

Молодой человек по имени Кенни из Белфаста отправляется в Лондон, чтобы встретиться там со своим другом Байроном. И тут он выясняет, что Байрон после долгих мытарств с поиском заработка пришёл к выводу, что хоть прожить на пособие по безработице, в общем, совсем не трудно, это практически невозможно в Лондоне, улицы которого не вымощены золотом. Байрон вынужден зарабатывать деньги, занимаясь оральным сексом с пожилыми геями, которых он встречает в местном баре. Кени, который первоначально был шокирован характером трудовой деятельности друга, через некоторое время сам начинает убеждать Байрона, что это всего лишь работа: достойная, прибыльная и законная. Парни отправляются на поиски денег, которые спрятаны в матрасе огромной кровати ортодоксального еврея-гомосексуала по прозвищу Златовласка, проживающего где-то в районе Голдерс-Грин. Все геи, с которыми они сталкиваются в ходе поиска, в результате оказываются мертвы. В конце концов приятели приходят к выводу, что секс существует не только для наживы, но и для удовольствия.

## В ролях
| Актёр          | Роль           |
| -------------- | -------------- |
| Глен Малхерн   | Кенни          |
| Стивен Беркофф | Джеф           |
| Майкл Прейд    | королева       |
| Брендан Маккей | Байрон         |
| Саймон Годли   | еврей-ортодокс |
| Стивен Эрдманн | порнозвезда    |

## Награды
В 2002 году фильм получил следующие призы:
- ЛГБТ-кинофестиваль в Дублине, приз зрительских симпатий в номинации «Лучший художественный фильм»
- Фестиваль комедии в Монреале «Just for Laughs», приз фестиваля